# Сена-Лодиджана
Сена-Лодиджана (итал. Senna Lodigiana) — коммуна в Италии, располагается в регионе Ломбардия, подчиняется административному центру Лоди.
Население составляет 2020 человек, плотность населения составляет 78 чел./км². Занимает площадь 26 км². Почтовый индекс — 10080. Телефонный код — 0377.
Покровителем коммуны почитается святой Герман Осерский, празднование 31 июля.